# 1669 w muzyce

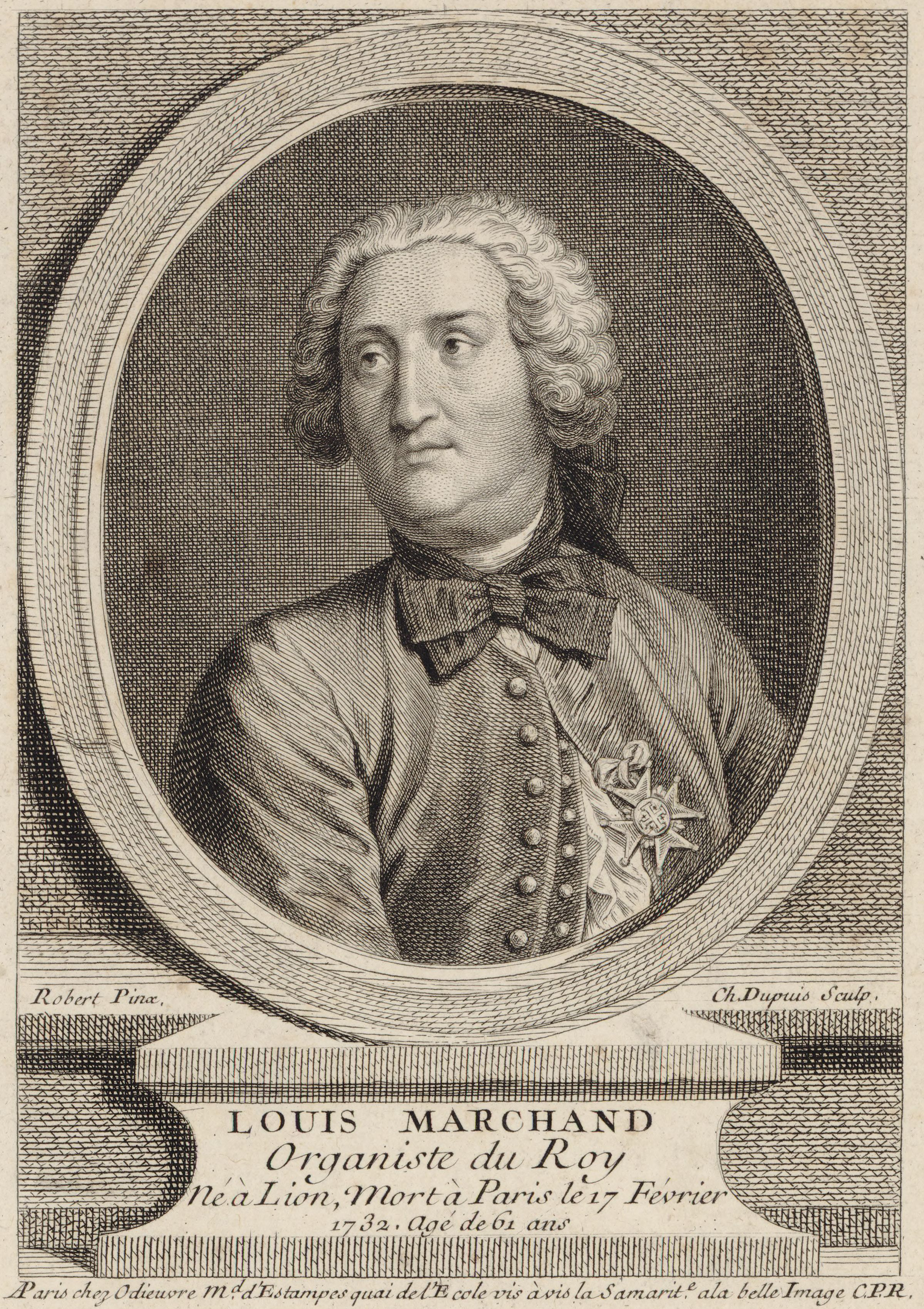
Louis Marchand

Wydarzenia muzyczne w 1669 roku.

## Urodzili się
- 2 lutego – Louis Marchand, francuski organista, klawesynista i kompozytor (zm. 1732)
- 10 października – Johann Nikolaus Bach, niemiecki kompozytor, kuzyn Johanna Sebastiana Bacha (zm. 1753)[1]

## Zmarli
- 23 marca – Philipp Friedrich Buchner, niemiecki kompozytor i organista (ur. 1614)
- 1 kwietnia – Antonio Bertali, włoski kompozytor i skrzypek (ur. 1605)
- 14 października – Pietro Antonio Cesti, włoski kompozytor (ur. 1623)[2]